# D'mt
Království D’mt (Ge'ez: ደዐመተ, DʿMT, vyslovováno jako Daʿamat, jihoarabský přepis: ) bylo starověkým státním útvarem na území dnešní Eritreje a severní Etiopie. Hlavním městem byla patrně Jeha (Yeha).

## Historie
Vzniklo z původních drobných kmenových útvarů v 8. století př. n. l. Obyvatelstvo používalo železné nástroje a zbraně a pěstovalo proso za použití závlahových soustav.
Po rozpadu D’mtu mezi 6. – 5. století př. n. l. území severní Etiopie ovládly menší státy. Mezi nimi vynikl v 1. století n. l. Aksúm díky námořnímu obchodu na Rudém moři.

## Kultura
Jeho kultura vycházela z jihoarabské kultury a byla po rozpadu království velkým odkazem Etiopii. Náboženství bylo polyteistické, ovlivněné náboženstvím Arabského poloostrova, hlavními objekty úcty byla božstva Slunce, Měsíce a Venuše tvořících hlavní triádu.